# قروب جي 103 إيه توين الثانية
قروب جي 103 إيه توين الثانية (بالإنجليزية: Grob G103a Twin II)‏ هي طائرة شراعية عالية الأداء مصنعة من قبل قروب إيروسبيس الألمانية. كانت في الأصل يطلق عليها جي 118.

## المستخدمون
- المملكة المتحدة
  - سلاح الجو الملكي

## المواصفات

### الصفات العامة
- طاقم: 2
- الطول: 8.18 متر (26 قدم، و10 بوصات)
- باع الجناح: 17.5 متر (57 قدم، و5 بوصات)
- الارتفاع: 1.55 متر (5 قدم، وبوصة واحدة)
- مساحة الأجنحة: 17.8 متر² (191 قدم²)
- الوزن فارغة: 395 كجم (869 باوند)
- الوزن الكلي: 580 كجم (1,280 باوند)

### الأداء
- السرعة القصوى: 250 كم/ساعة (160 ميل/ساعة)
- معدل الطيران الشراعي القصوي: حوالي 36.5
- معدل الغرق: حوالي 0.64 متر/ثانية (126 قدم/دقيقية)